# Longueuil–Université-de-Sherbrooke
Longueuil–Université-de-Sherbrooke, in precedenza nota come Longueil, è una stazione della metropolitana di Montréal situata a Longueuil, nel Québec, Canada.
È gestita dalla Société de transport de Montréal, è il capolinea del sud della linea gialla ed è collegata al campus dell'Università di Sherbrooke.

## Descrizione

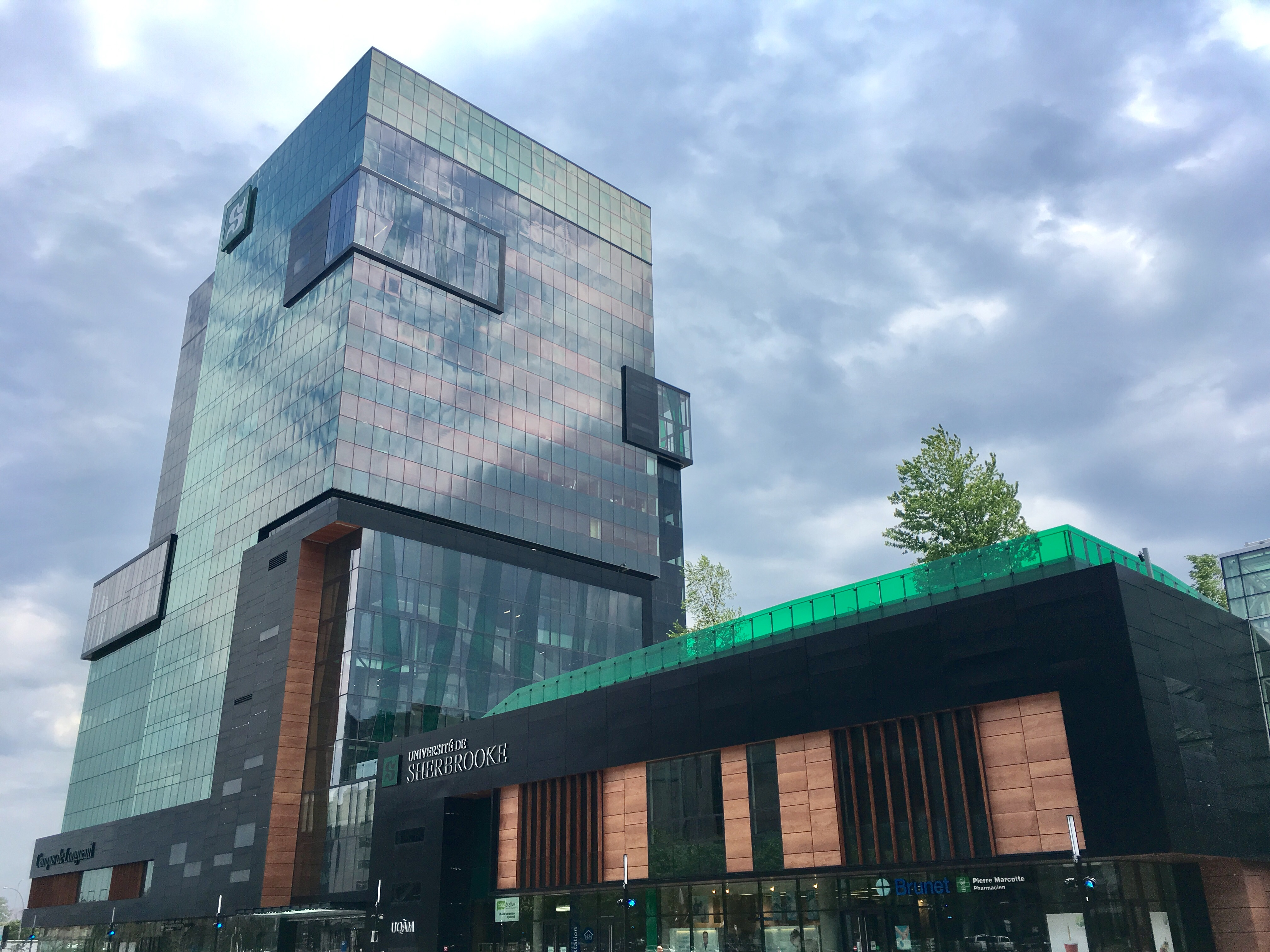
L'esterno della stazione di Longueuil–Université-de-Sherbrooke.

La stazione ha una normale piattaforma laterale, con una biglietteria direttamente al livello della piattaforma sul binario di partenza. Questo la rende la sola stazione della rete a richiedere l'acquisto di un'altra tariffa per cambiare piattaforma. Sopra la stazione è stato costruito un edificio commerciale. Longueuil–Université-de-Sherbrooke è direttamente collegata al capolinea Longueuil e a diversi edifici vicini attraverso una passerella sospesa.
La stazione è dotata di schermi informativi MétroVision che visualizzano notizie, spot pubblicitari e il tempo d'attesa per il treno successivo.

## Origine del nome
La stazione era in origine chiamata Longueuil per la città dove si trova. Ha assunto la denominazione attuale il 26 settembre 2003, dato che nelle immediate vicinanze si trova un campus dell'Università di Sherbrooke. Tuttavia, la maggior parte dei montrealesi si riferisce a essa usando il nome originale.

## Collegamenti

### Autobus

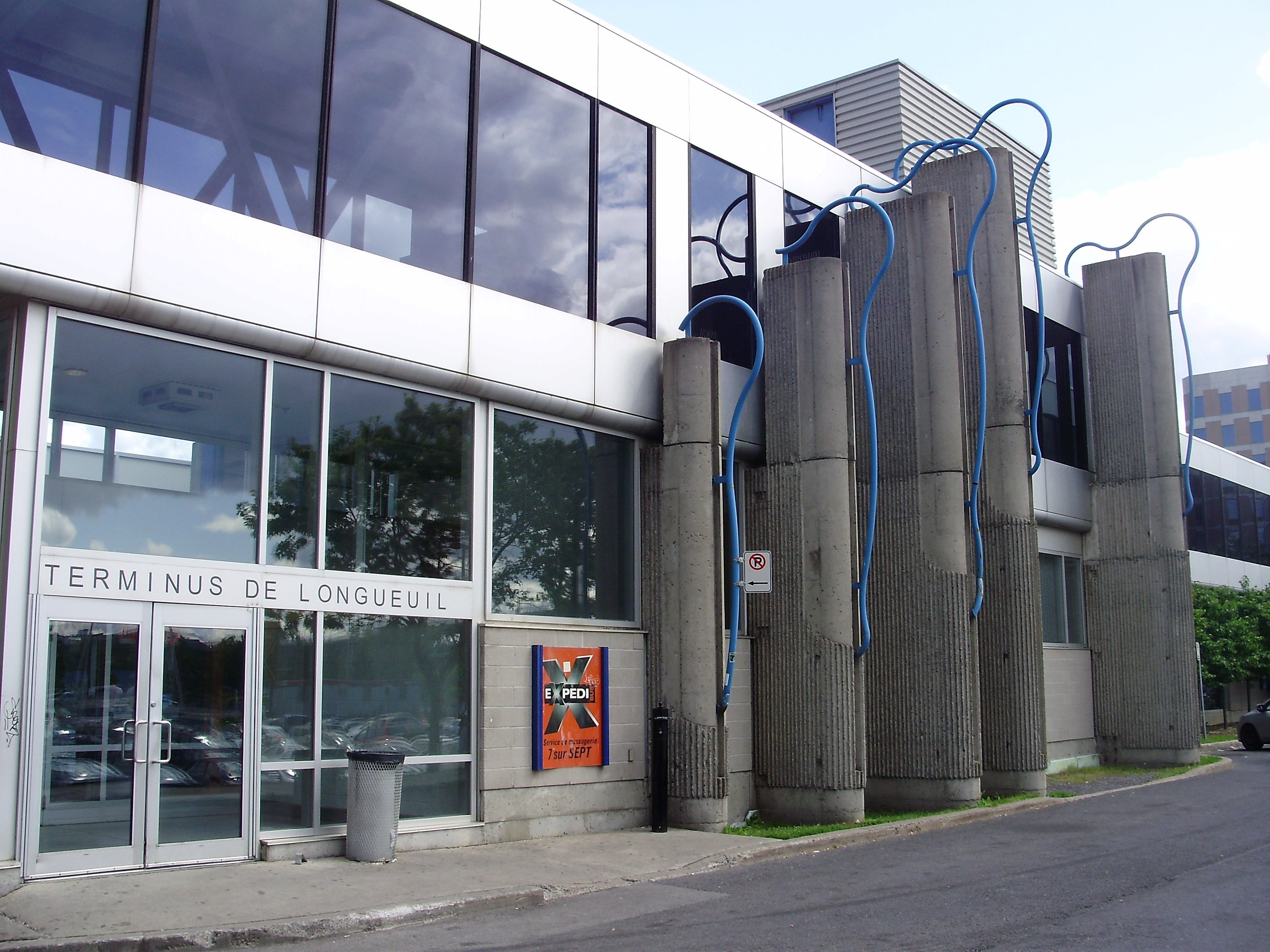
Il capolinea Longueuil è collegato direttamente alla stazione di Longueuil–Université-de-Sherbrooke

Per i servizi di autobus all'interno di Longueil, i comuni adiacenti e in tutto il Quebec passano le linee di autobus di collegamento al capolinea.

## Dintorni

### Strade
La stazione si trova all'incrocio di due strade principali (Route 132 e Route 134) e un'autostrada (Autoroute 20) vicino al ponte di Jacques Cartier.

### Luoghi d'interesse
- Université de Sherbrooke, cittadella universitaria a Longueil
- Complain College Saint-Lambert
- Place Longueil